# Isabela (kanton)
Isabela – kanton w Ekwadorze, w prowincji Galápagos, na wyspie Isabela. Stolicą kantonu jest Puerto Villamil.